# Mía Maestro

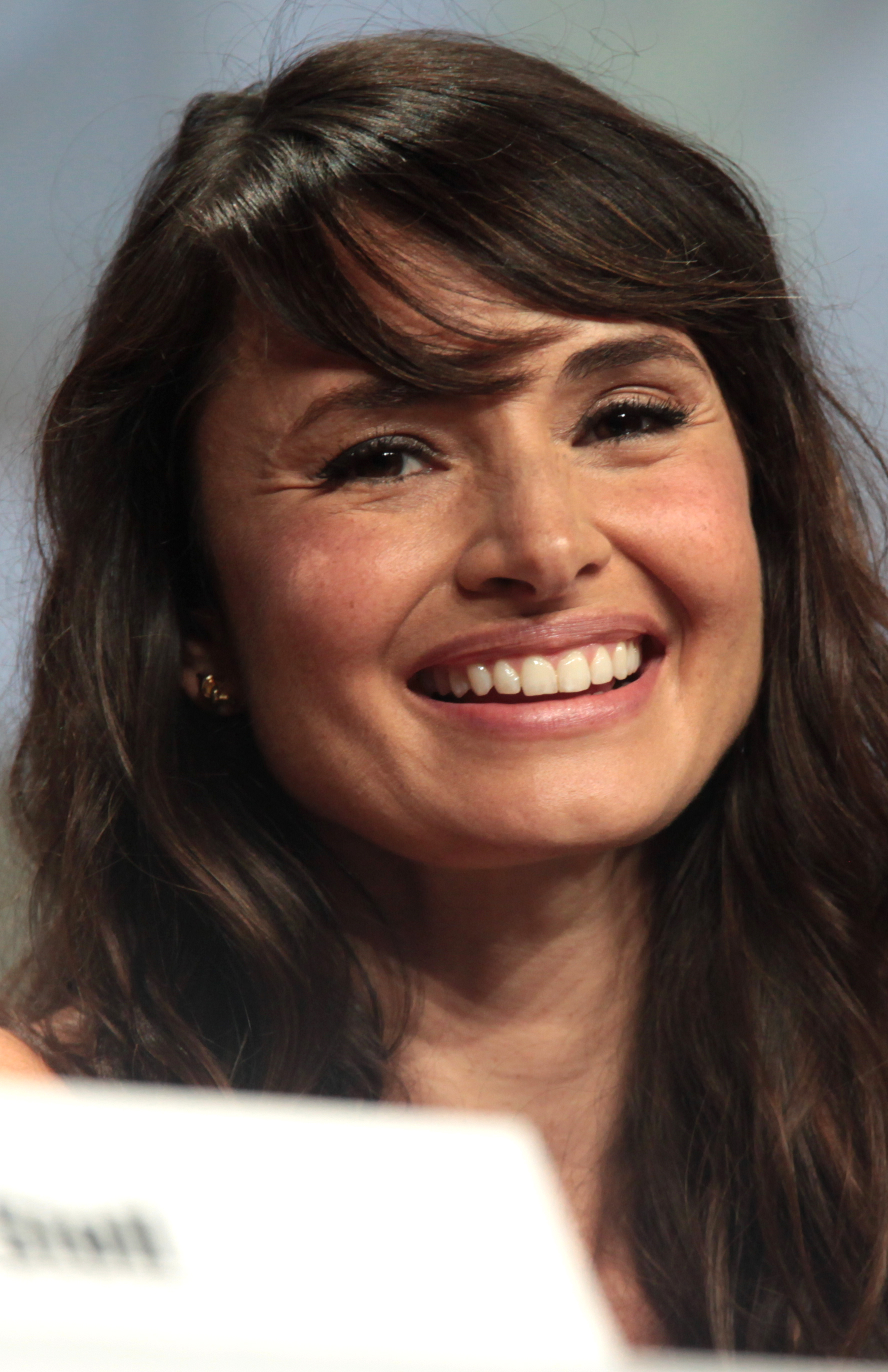
Mía Maestro (2014)

Mía Maestro (* 19. Juni 1978 in Buenos Aires) ist eine argentinische Schauspielerin und Sängerin.

## Leben und Werk
Maestro ist eine ausgebildete Sängerin in der klassischen Musik. Diese Ausbildung erlangte sie im Alter von 18 Jahren in Berlin. Dort lernte sie sowohl zu spielen in der Art des epischen Theaters nach Brecht, als auch zu tanzen. Sie gewann einen ACE Award für ihren Auftritt in der Bühnenproduktion von Pandora’s Box. Sie spielte eine Hauptrolle in der vierten Staffel der Dramaserie Alias – Die Agentin als Nadia Santos. Außerdem hatte sie Gastauftritte in der dritten und fünften Staffel der gleichen Serie. Ferner ist sie in dem Musikvideo Te Amo Corazón von Prince zu sehen, das im Dezember 2005 veröffentlicht wurde.
2018 wurde sie in die Academy of Motion Picture Arts and Sciences berufen, die jährlich die Oscars vergibt.

## Filmografie (Auswahl)
- 1998: Tango (Tango, no me dejes nunca)
- 1999: The Venice Project
- 2000: Time Code
- 2000: Ich hab doch nur meine Frau zerlegt (Picking Up the Pieces)
- 2000: El Astillero
- 2000: Die Jazz Connection (For Love or Country: The Arturo Sandoval Story)
- 2001: Hotel
- 2001: Die Zeit der Schmetterlinge (In the Time of the Butterflies)
- 2002: Frida
- 2003: Four Lean Hounds
- 2004: Die Reise des jungen Che (Diarios de motocicleta)
- 2004: La niña santa – Das heilige Mädchen (La niña santa)
- 2004–2006: Alias – Die Agentin (Alias, Fernsehserie, 31 Folgen)
- 2005: Las Mantenidas sin sueños
- 2005: Deepwater
- 2005: Secuestro express
- 2006: Poseidon
- 2006: Die Zehn Gebote (The Ten Commandments, TV-Mini-Serie)
- 2008: The Summit – Todesvirus beim Gipfeltreffen (The Summit, TV-2-Teiler)
- 2008–2009: Crusoe (Fernsehserie, 7 Folgen)
- 2011: The Speed of Thought
- 2011: Breaking Dawn – Biss zum Ende der Nacht, Teil 1 (The Twilight Saga: Breaking Dawn – Part 1)
- 2011: The Music Never Stopped
- 2012: Breaking Dawn – Biss zum Ende der Nacht, Teil 2 (The Twilight Saga: Breaking Dawn – Part 2)
- 2012: Savages
- 2012: White Collar (Fernsehserie, 2 Folgen)
- 2013: Some Girl(s)
- 2013: Person of Interest (Fernsehserie, Folge 2x15 Booked Solid)
- 2014: Grand Street
- 2014–2015: The Strain (Fernsehserie, 26 Folgen)
- 2015: Scandal (Fernsehserie, 3 Folgen)
- 2016: Hannibal (Fernsehserie, Folge 3x05 Contorno)
- 2018: Nashville (Fernsehserie, 2 Folgen)
- 2019: End of the Century (Fin de siglo)
- 2019–2021: Mayans M.C. (Fernsehserie, 9 Folgen)
- 2020: Il legame
- 2021: Rise and Shine, Benedict Stone (Fernsehfilm)
- 2022: The Cow Who Sang a Song Into the Future
- 2023: Extrapolations (Fernsehserie, Folge 1x04 2059: Face of God)
- 2024: Grassland
- 2025: After This Death

## Diskografie
Mía Maestro sang den Soundtrack „Llovera“ in Twilight Breaking Dawn.